# Димитрије Триклиније
Димитрије Триклиније (грч. Δημήτριος Τρικλίνιος Солун, око 1300) био је византолог који је уређивао и анализирао метричку структуру многих античкогрчких , посебно дела Есхила, Софокла и Еурипида. Често га повољно пореде са два истакнута уредника старогрчких текстова, Томасом Магистером и Мануелом Мошопулом. Такође је био образован у домену астрономије.